# Jaych al-Jihad al-Mouqaddas
Ne doit pas être confondu avec Jaych al-Jihad.
Jaych al-Jihad al-Mouqaddas (الجهاد المقدس, que l'on peut traduire par « Armée de la guerre sainte ») est une force d'irréguliers palestiniens et arabes pendant la guerre israélo-arabe de 1948.
Fondée par Hadj Amin al-Husseini, elle est dirigée par Abd al-Kader al-Husseini jusqu'en avril 1948, quand il est tué par la Haganah lors de l'opération Nahshon. Le groupe est ensuite dirigé par Emil Ghouri.

## Création

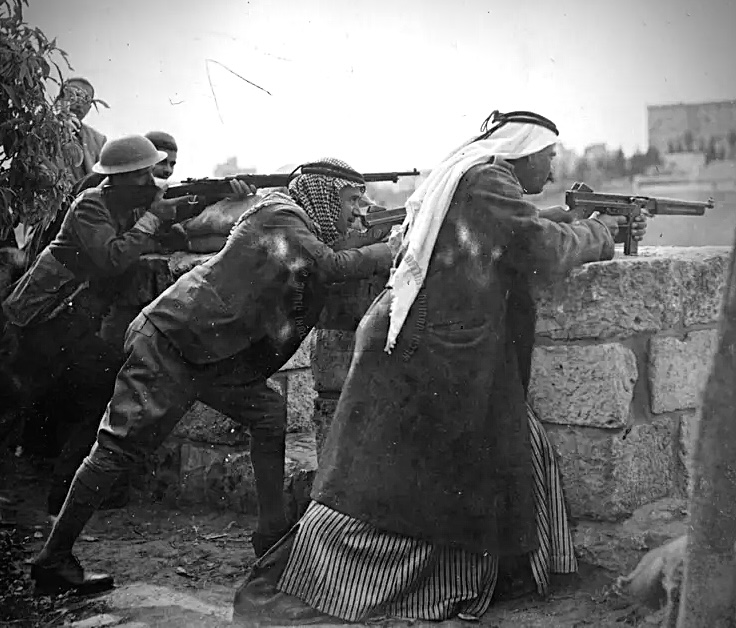
Combattants de l’Armée de la guerre sainte à Jérusalem.

Elle est fondée lors de la grande révolte arabe de 1936-1939ondée par Hadj Amin al-Husseini, 

Sa première opération date du 7 mai 1936, lorsque le groupe attaque une base militaire britannique. Après l'intensification des attaques, les Britanniques décident de mener une offensive terrestre et aérienne contre ses camps situés en montagne. Le 4 octobre 1936 , le groupe capture Abd al-Kader al-Husseini, qui est transféré à l'hôpital, duquel il s'échappe vers la Syrie.
En avril 1938, le groupe se reconstruit et entame une nouvelle série d'attaques contre les colonies juives et les troupes britanniques. Ses membres réussissent à détruire trois avions britanniques mais sont à nouveau battus après une offensive britannique et la mort d'un grand nombre des combattants et certains cadres importants comme Ali al-Husseini et Abdel-Rahman.

## Guerre israélo-arabe de 1948
Elle est dirigée par Abd al-Kader al-Husseini jusqu'en avril 1948, quand il est tué par la Haganah lors de l'opération Nahshon. Le groupe est ensuite dirigé par Emil Ghouri.En janvier 1948, Abd al-Kader al-Husseini revient en Palestine à la tête d'une centaine d'hommes. Ils servent de cadres à la Jaych al-Jihad al-Mouqaddas, qui compte quelques milliers de volontaires, avec qui il organise le siège de Jérusalem. La milice s’effondre ensuite.
Ilan Pappé écrit que le nom paraît « bien grandiose pour le groupe assez fragile qu’[Abdelkader al-Husseini] dirigeait ».
La Ligue arabe crée l'armée de libération arabe (Jaysh al-Inqadh al-Arabi) pour contrer l'armée de la Guerre sainte ; en pratique, les gouvernements arabes ont détourné des milliers de volontaires d'un engagement dans ces deux forces.
Le Jaych al-Jihad avait placé plus de 50 000 Arabes palestiniens en défense statique des villages ; il ne disposait par contre que de 5000 à 10 000 hommes, volontaires des États arabes et Palestiniens, disponibles pour être envoyés là où cela était nécessaire.
Le protectorat de toute la Palestine, institue le 22 septembre 1948, tente de reconstituer le Jaych al-Jihad, avec pour objectif déclaré la libération de la Palestine. Cependant, sans ressources propres, le gouvernement palestinien ne peut agir que sous l'autorité du royaume égyptien, et reste impuissant.
En octobre 1948, la Jordanie ordonne à sa légion arabe de désarmer les unités du Jaych al-Jihad.

## Historiographie
Les archives du Jaych al-Jihad al-Mouqaddas ont été confisquées par Israël et par la Jordanie en 1948 ; une partie a été brûlée à Jérusalem en 1967 par un membre de la famille al-Husseini lors de la guerre des Six-Jours, par crainte de représailles. Ce qu'il en restait a été confisqué par Israël quand il a saisi le fonds de la maison d'Orient ;
- en 1982, l'armée israélienne a pillé les archives du centre de recherches de la Palestine à Beyrouth.

La Jordanie, comme tous les pays arabes, interdit tout accès aux archives concernant cette guerre.
Tous les documents confisqués par Israël ont été transférés aux Archives israéliennes et sont interdites d'accès aux Palestiniens.